# Griffith (Indiana)
Griffith – miasto w Stanach Zjednoczonych, w stanie Indiana, w hrabstwie Lake.